# Colin Campbell (astrónomo)
Colin Campbell (fallecido el 26 de enero de 1752) fue un propietario de plantaciones británico afincado en Jamaica, cuyos trabajos astronómicos propiciaron que fuese nombrado Miembro de la Royal Society.

## Semblanza
Campbell se crio en la isla de Jamaica, en cuya capital (Kingston) falleció en 1752. Se matriculó en la Universidad de Glasgow en 1720. Fue investido como miembro de la Royal Society (FRS) en 1733. Estudió la teoría de Newton sobre la disminución de la gravedad lejos del ecuador, y realizó observaciones astronómicas manteniendo correspondencia con Edmund Halley.
Ocupó el cargo de Miembro del Consejo (Jamaica) en 1742, tras lo que vendió sus instrumentos astronómicos a Alexander MacFarlane, otro dueño de plantaciones en Jamaica aficionado a la astronomía como él mismo.
En 1748 volvió a Inglaterra, fijando su residencia en la St. George Hanover Square de Londres.
En Jamaica, Campbell era propietario de esclavos y plantador. En su testamento, legó a su esposa, Margaret Campbell, "el uso y disfrute de cualquiera de mis negros a su propia elección". En su testamento, también legó a su hijo, Colin, sus "negros" en sus dos plantaciones de caña de azúcar, "Orange Bay" y "Fish River".

## Familia
Era hijo del coronel John Campbell y de Katherine Claiborne. Se casó con Margaret Foster, quien murió en Londres en 1786. La pareja tuvo cuatro hijos:
- John Campbell (nacido el 8 de enero de 1735):[5] abandonó Jamaica en 1756 "debido a un mal estado de salud"[6] pero regresó en 1767[7] para disponer de las propiedades y saldar sus deudas.
- Elizabeth Campbell (nacida el 15 de diciembre de 1736).[8]
- Margaret Jane Campbell (nacida el 6 de enero de 1739):[9] murió en Surrey en septiembre de 1771.[10]
- Colin Campbell (nacido en 1747):[11] fue teniente coronel de la 1ª Guardia y murió en Portman Square, Londres, en 1793, tras haber contraído "la fiebre de Dunkerque" mientras hacía campaña contra los franceses en Flandes.[12]

## Obras
- "Un relato de algunas observaciones realizadas en Londres, por el Sr. George Graham, FRS y en Black-River en Jamaica, por Colin Campbell, Esq; F.R.S. sobre el funcionamiento de un reloj para determinar la diferencia entre las longitudes de los péndulos isócronos en esos lugares". Comunicado por J. Bradley, M. A. Astr. Profesor Savill. Oxón. F.R.S. Filipenses. Trans. 1733 38:302-314; doi 10.1098/rstl.1733.0048